# Rothchild (film)
Pour plus de détails, voir Fiche technique et Distribution.
Rothchild est un film français réalisé par Marco de Gastyne, sorti en 1934.

## Synopsis
Un ex-homme d'affaires, ruiné et réduit à loger sous les ponts, se sert du nom d'un de ses compagnons d'infortune, Rothchild, pour organiser une vaste escroquerie, sauver un banquier de la faillite, ruiner une bande de forbans et retrouver sa situation première.

## Fiche technique
- Titre : Rothchild
- Autre titre : Un nom qui rapporte
- Réalisation : Marco de Gastyne
- Scénario : E.R. Escalmel et Jean Guitton, d'après le roman de Paul Laffitte
- Dialogues : E. R. Escalmel et Jean Guitton
- Photographie : Gaston Brun, Paul Parguel et Marius Roger
- Décors : Guy de Gastyne
- Montage : Jacques Tourneur
- Musique : Guido Curti
- Production : Productions Escalmel
- Format : Noir et blanc - 1,37:1 - Son mono
- Pays d'origine :  France
- Langue : français
- Genre : Comédie
- Durée : 101 minutes
- Date de sortie : France : 4 mai 1934

## Distribution
- Harry Baur : Rothchild
- Fred Pasquali : Flip
- Claudie Clèves : Madeleine
- Paul Pauley : Barsac
- Christian Casadesus : Marcel
- Philippe Hériat : Diégo
- Germaine Michel : Mlle Fallot
- Georges Paulais : Marty
- Pierre Piérade : Fil-de-Fer
- Jean d'Yd : le professeur
- Jean Daurand
- Guy Rapp
- Lucy Clorival
- Germaine Auger